# Paweł i Gaweł
Paweł i Gaweł – wierszowana bajka autorstwa Aleksandra Fredry, uznawana za kanon polskiej literatury dziecięcej.
Bajka zaczyna się słowami „Paweł i Gaweł w jednym stali domu” i opisuje historię dwóch mężczyzn zamieszkujących pewien budynek („w jednym stali domu” jest w tym kontekście archaizmem oznaczającym „w jednym żyli domu” bądź też „zatrzymali się w jednym zajeździe”). Mieszkający na górze Paweł jest człowiekiem bardzo spokojnym, nieskorym do kłótni. Jego sąsiad Gaweł jest hałaśliwy, udaje w swoim pokoju odgłosy polowania, strzela, trąbi i krzyczy, czym wyprowadza Pawła z równowagi. Gdy Paweł prosi go o zaprzestanie tych działań, sąsiad odpowiada mu polskim przysłowiem: „Wolnoć, Tomku, w swoim domku” („wolnoć” jest skróconą formą wyrażenia „wolno ci”). Następnego ranka Gaweł budzi się mokry. Woda leje się na niego z sufitu. Odkrywa, że jego sąsiad z góry urządził sobie w mieszkaniu ogromne akwarium i siedzi z wędką na komodzie. Oburzony, zwraca się do Pawła: „Co waćpan robisz?”. Słyszy swoje własne słowa z poprzedniego dnia. Bajka kończy się wprost wyrażonym morałem: „Jak ty komu, tak on tobie”.
Utwór jest napisany jedenastozgłoskowcem ze stałą średniówką po piątej sylabie.